# María Manuela Pignatelli de Aragón y Gonzaga
María Manuela Pignatelli de Aragón y Gonzaga, duquesa de Villahermosa (Fuentes de Ebro, 25 de diciembre de 1753-Madrid, 6 de noviembre de 1816), fue una noble española, considerada una de las heroínas de los sitios de Zaragoza de 1808, durante la Guerra de la Independencia.

## Biografía
Pignatelli fue la cuarta hija de Joaquín Atanasio Pignatelli de Aragón y Moncayo (1724-1776), conde de Fuentes, y María Luisa Gonzaga Caracciolo (1726-1773), duquesa de Solferino. Contrajo matrimonio el 1 de junio de 1769 con Juan Pablo Aragón-Azlor Zapata de Calatayud (1730-1791), duque de Villahermosa, a la edad de dieciséis años.
En 1808, al estallar la Guerra de la Independencia, tras la masacre del levantamiento del 2 de Mayo en Madrid y el levantamiento de Aragón, y estando ya viuda, Pignatelli dejó su residencia en el Palacio de Villahermosa de Madrid (actual sede del Museo Thyssen-Bornemisza) y se trasladó a Zaragoza con sus dos hijos vivos, José Antonio y Juan Pablo, lugar donde su sobrino José de Palafox lideraba la resistencia contra los ejércitos franceses.
Contribuyó económicamente al desarrollo de la guerra y de los sitios de Zaragoza para el sostenimiento de los voluntarios de las compañías de Sas y de Cerezo, motivo por el cual sus restos mortales reposan en la cripta de la capilla de Santa Justa y Rufina en la catedral del Salvador de Zaragoza. En el segundo sitio de Zaragoza, Pignatelli perdió a su hijo menor, Juan Pablo, a causa de una epidemia que asoló la ciudad.
La duquesa es conocida por donar el relicario de la Santa Cuna del Niño Jesús, custodiado en la «Gruta de la Natividad» de la Basílica de Santa María la Mayor. El relicario en forma de cuna realizado en cristal y coronado por el Niño Jesús recostado sobre paja de oro, fue ejecutado por el arquitecto italiano Giuseppe Valadier en el 1797.

## Reconocimientos
El Ayuntamiento de Madrid le dedicó el nombre de una plaza en el distrito de Salamanca, que se encuentra en la intersección entre la calle del Marqués de Ahumada y la del Marqués de Monteagudo.